# Cerkiew Podwyższenia Krzyża Świętego w Warze
Cerkiew Podwyższenia Krzyża Świętego w Warze – drewniana filialna cerkiew greckokatolicka, znajdująca się w Warze, w gminie Nozdrzec, w powiecie Brzozowskim, w województwie podkarpackim.
W Warze do dziś zachowała się drewniana cerkiew greckokatolicka pw. Podwyższenia Krzyża Świętego. Stoi ona na niewielkim wzniesieniu, w pobliżu cmentarza parafialnego. Budowla jest orientowana, o konstrukcji zrębowej, wybudowana na kamiennym podmurowaniu. 
W 1946 zmieniona została na rzymskokatolicki kościół filialny należący do parafii św. Stanisława Biskupa w Nozdrzcu i przez 40 lat służyła katolikom. Obecnie kościółek nie jest użytkowany. Jego rolę przejęła nowa świątynia pod tym samym wezwaniem poświęcona w 1985. 
W przeszłości cerkiew należała do parafii greckokatolickiej w Hłudnie.

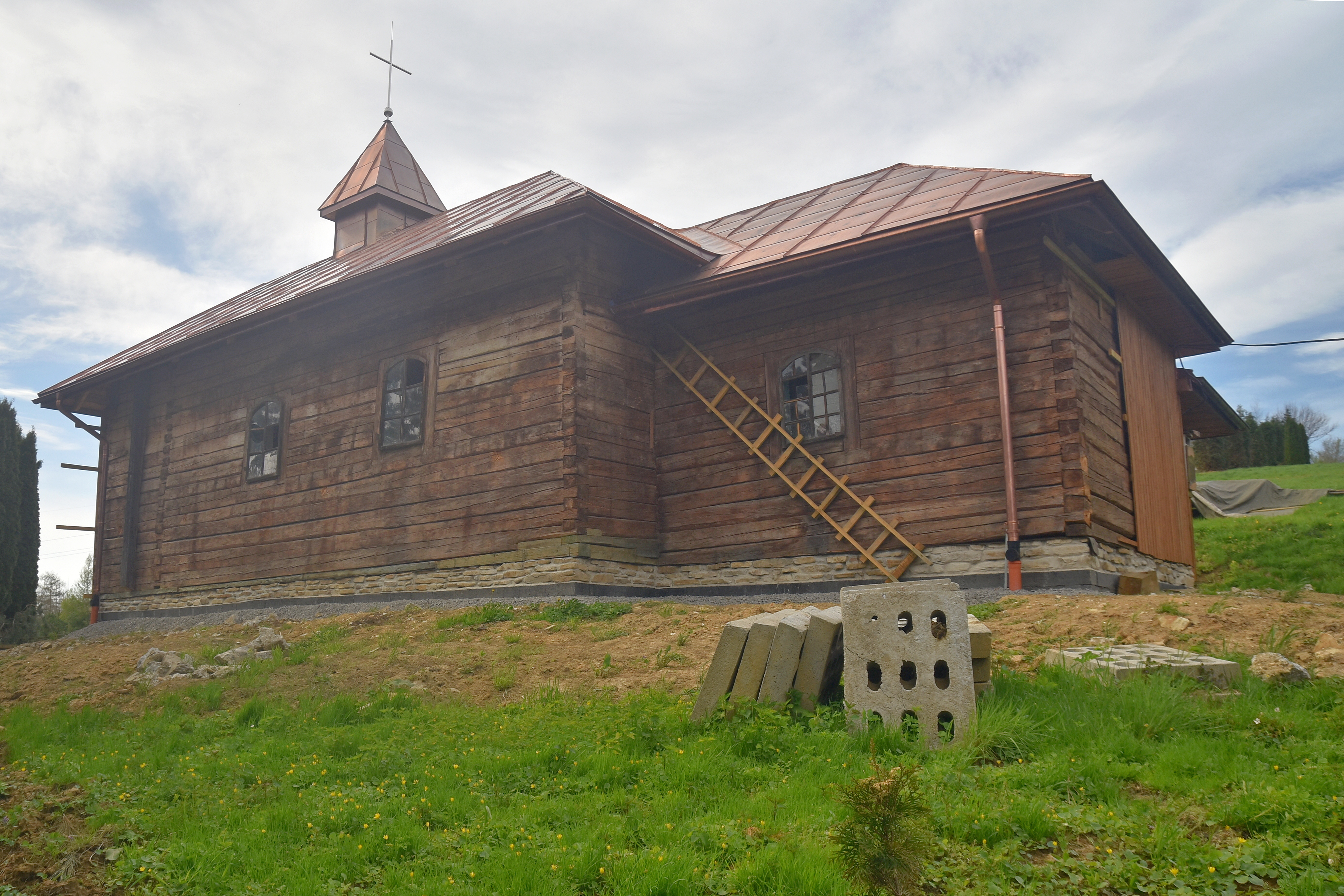
Elewacja południowa
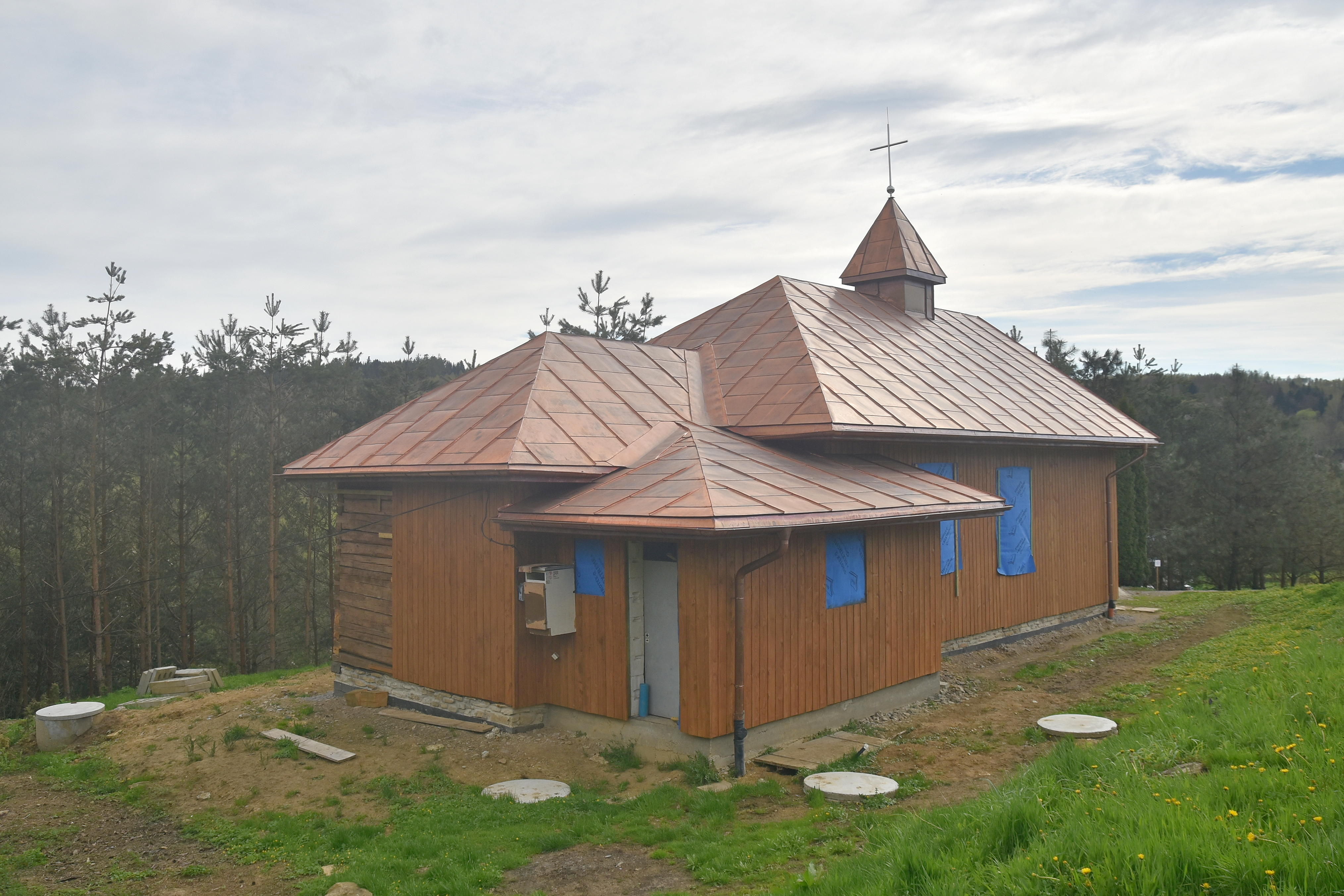
Widok od strony prezbiterium
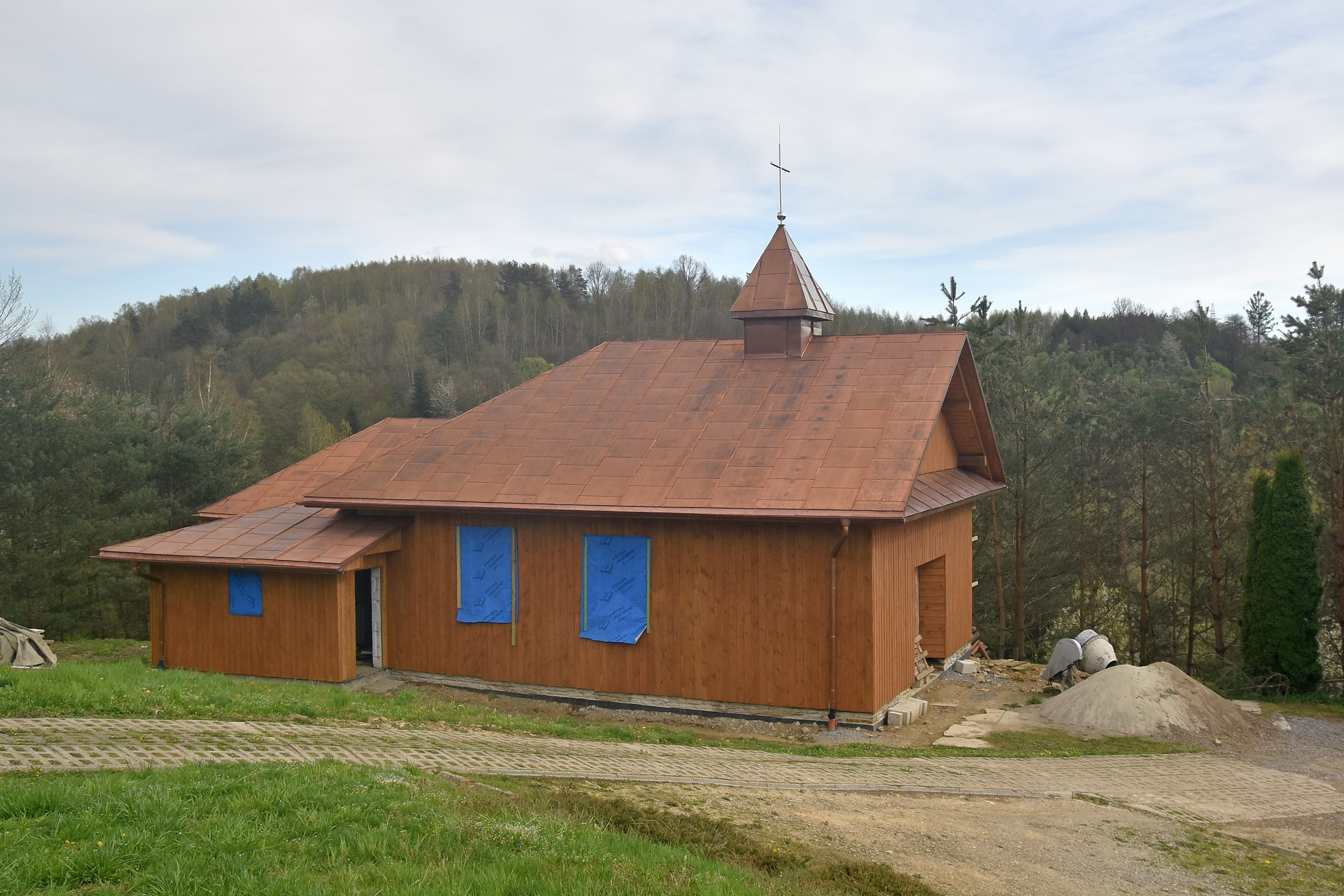
Elewacja północna